# Carlos I de Inglaterra
Carlos I de Inglaterra y de Escocia (en inglés: Charles I of England and Scotland; Dunfermline, Escocia, 19 de noviembre de 1600-Palacio de Whitehall, Londres, 30 de enero de 1649) fue rey de Inglaterra, Escocia e Irlanda, desde el 27 de marzo de 1625 hasta su ejecución en 1649.

## Biografía

### Primeros años
Carlos Estuardo nació en el palacio de Dunfermline, el 19 de noviembre de 1600, siendo el segundo hijo varón de los nueve vástagos de Jacobo VI de Escocia y I de Inglaterra y Ana de Dinamarca(Cust, 2005, p. 2). En 1604, cuando Carlos tenía tres años y medio, era capaz de caminar por el gran vestíbulo del palacio de Dunfermline sin ayuda, y se decidió que era lo bastante fuerte como para viajar a Inglaterra y reunirse con su familia (Carlton, 1995, p. 3). A mediados de julio de 1604, partió de Dunfermline hacia Inglaterra, donde pasaría la mayor parte del resto de su vida (Gregg, 1981, p. 9). En Inglaterra, Carlos fue puesto a cargo de Elizabeth, Lady Carey, esposa del cortesano Sir Robert Carey, quien le puso botas de cuero español y latón para ayudar a fortalecer sus débiles tobillos (Gregg, 1981, p. 11). Su desarrollo del habla también fue lento, y fue tartamudo el resto de su vida (Gregg, 1981, p. 12). 
Carlos no era tan bien visto como su hermano mayor, Enrique Federico, Príncipe de Gales. El propio Carlos adoraba a su hermano e intentaba emularlo. En 1605, como era entonces acostumbrado en el caso del segundo hijo del soberano inglés, Carlos fue nombrado duque de York en Inglaterra. Dos años antes, en 1603, había sido nombrado duque de Albany en Escocia.
Cuando Enrique murió de tifus en 1612, Carlos se convirtió en el heredero del trono y fue nombrado duque de Cornualles. Sin embargo, no fue nombrado príncipe de Gales y conde de Chester, los títulos habituales del heredero al trono inglés, hasta noviembre de 1616. Su hermana Isabel se casó en 1613 con Federico V, elector palatino, lo que dejaba a Carlos virtualmente como único hijo.

### Viaje a España
El nuevo Príncipe de Gales se vio notablemente influido por el favorito de su padre, George Villiers, I duque de Buckingham, el cual lo llevó a una expedición a España en 1623 para buscar una alianza con este país mediante un eventual matrimonio con la hija menor del rey español Felipe III, la infanta María Ana. El enlace nunca se celebró debido a que la Corona española exigía la conversión del príncipe de Gales al catolicismo. Cuando volvieron a Inglaterra, tanto Carlos como el duque de Buckingham exigieron al rey Jacobo que declarara la guerra a España.
El viaje a Madrid es considerado por los historiadores como determinante en el posterior interés de Carlos por el coleccionismo de arte, afición a la que destinaría cuantiosas sumas de dinero y que en parte le acarreó su creciente impopularidad. En Madrid el rey Felipe IV obsequió al príncipe inglés con cuadros y también con ejemplares de caballos de raza española, lo que más adelante contribuyó a que en Inglaterra surgiesen los purasangre.
Con el estímulo de sus consejeros protestantes, Jacobo convocó al Parlamento para solicitar subsidios para la guerra. Jacobo también solicitó que el Parlamento sancionara la unión entre el príncipe de Gales y la princesa Enriqueta María de Francia, a la que Carlos había conocido en París en su camino de regreso a Inglaterra. Era una buena unión, puesto que ella era la hija del anterior rey francés Enrique IV y la hermana del rey actual Luis XIII. El Parlamento aceptó la unión, pero mostró una actitud muy crítica debido a la tentativa anterior de arreglar una alianza matrimonial con España. Jacobo estaba senil y en consecuencia era cada vez más difícil controlar al Parlamento (que fue el mismo problema que tendría más adelante Carlos durante su reinado). Durante el último año de reinado de Jacobo I, el poder real quedó en manos de su hijo y del duque de Buckingham.

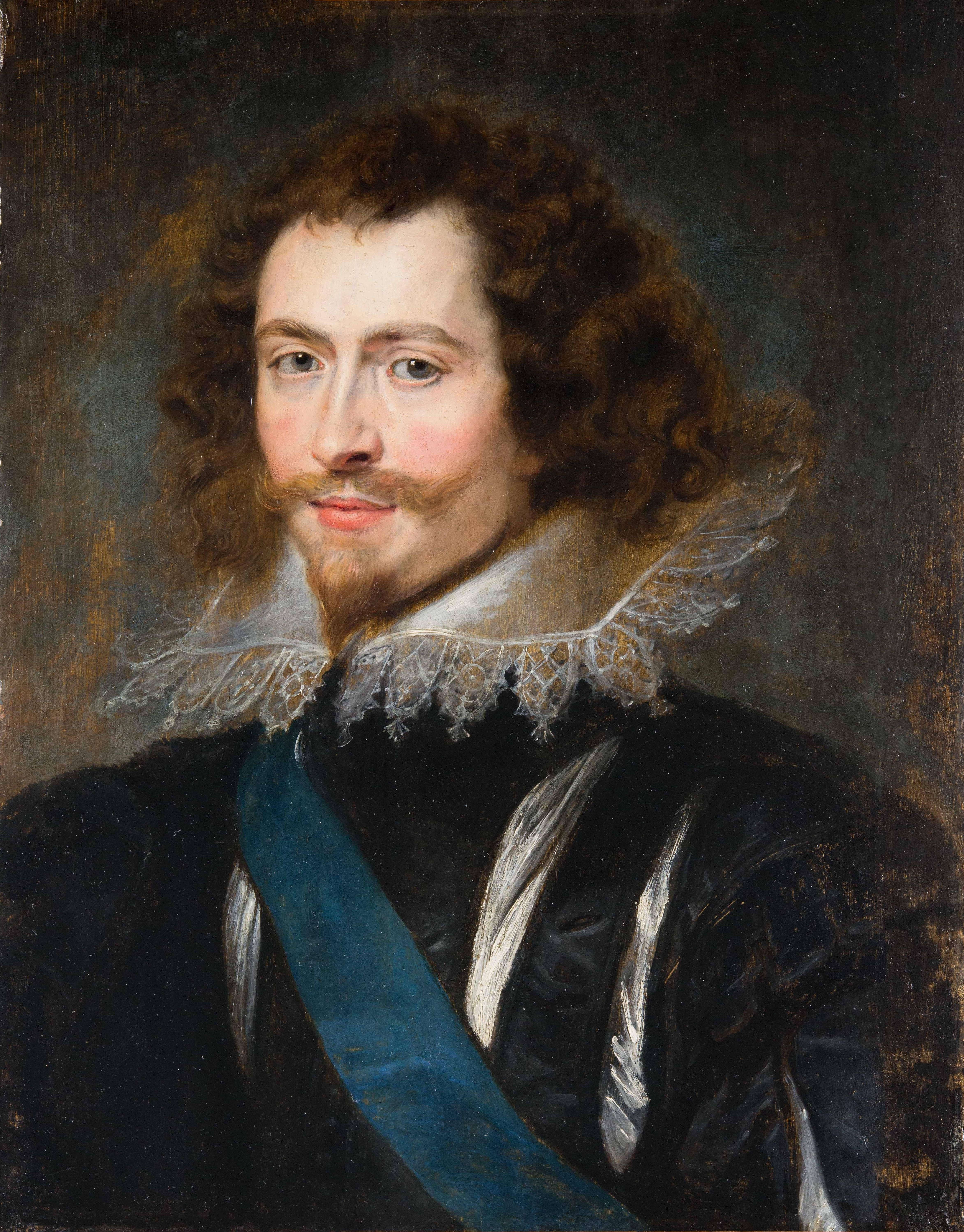
George Villiers, I Duque de Buckingham, valido de Carlos I, retratado por Peter Paul Rubens (1625).

### Reinado de Carlos I

#### Matrimonio e hijos
El rey Jacobo I muere el 27 de marzo de 1625, ascendiendo, entonces, Carlos al trono como Carlos I; el 1 de mayo se casó por poderes con Enriqueta María de Francia, que aún estaba en París. Su primer Parlamento, inaugurado en mayo, se opuso a su matrimonio con la princesa francesa, que era católica, porque temían que Carlos levantara las restricciones a los católicos y minara el establecimiento oficial del protestantismo. Aunque él convino con el Parlamento que no relajaría las restricciones referente a los católicos, había prometido hacer exactamente lo contrario en un tratado secreto con su cuñado, el rey Luis XIII de Francia. La ceremonia formal, con ambos presentes, se llevó a cabo en la iglesia de Santa Agustina, en Canterbury, el 13 de junio de 1625. El 2 de febrero de 1626, Carlos fue coronado en la abadía de Westminster, pero sin su esposa a su lado, para evitar la controversia.
De este matrimonio nacieron nueve hijos: 
- Carlos Jacobo (n. y m. Palacio de Greenwich, 13 de mayo de 1629), nombrado al nacer duque de Cornualles y Rothesay.

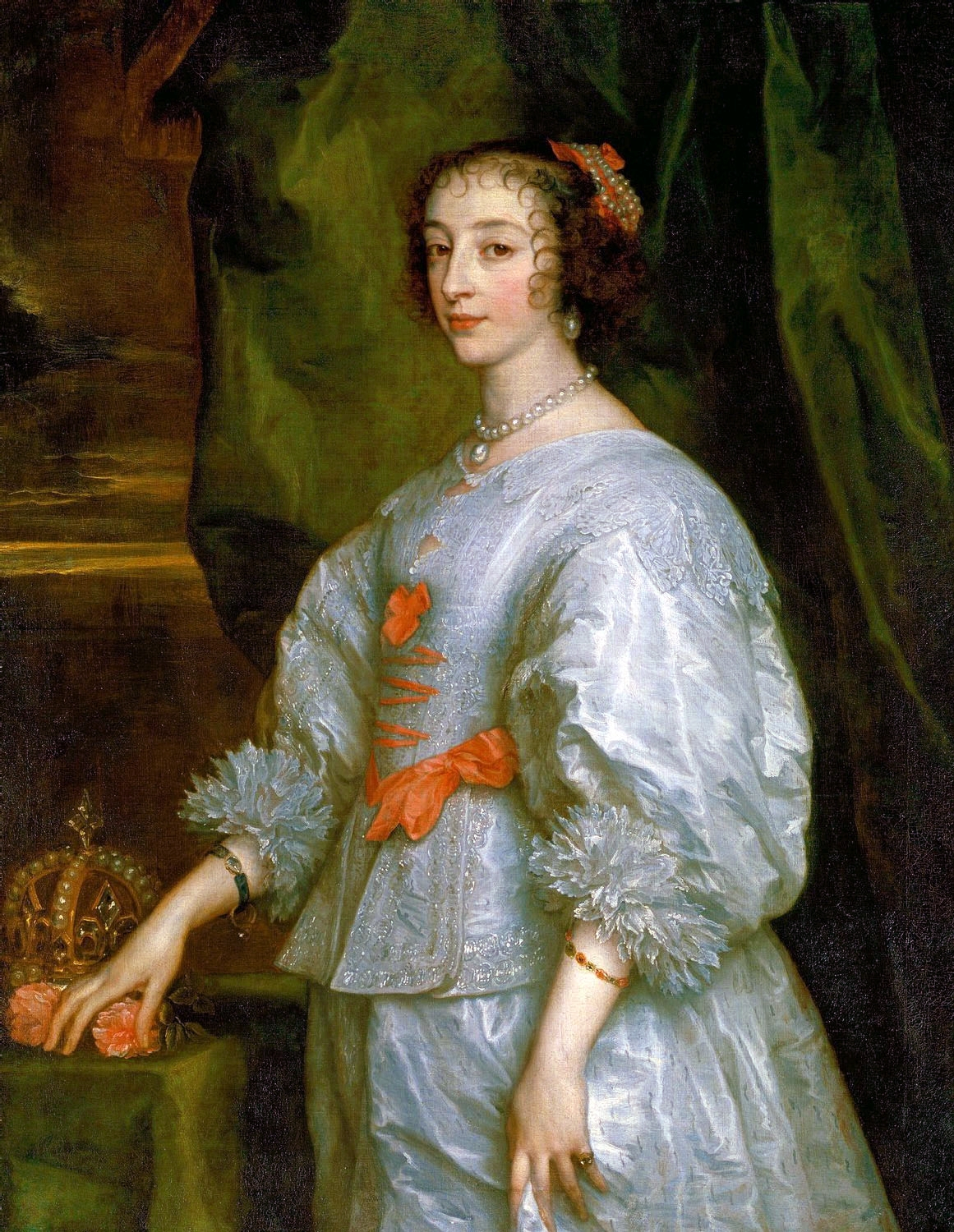
Enriqueta María de Francia, esposa católica de Carlos I, retratada por Anthony van Dyck (1632).

- Carlos (Palacio de St. James, Londres, 29 de mayo de 1630-Palacio de Whitehall, 6 de febrero de 1685), sucesor de Carlos I y rey de Inglaterra y Escocia tras la restauración de la monarquía en 1660.

- María (Palacio de St. James, 4 de noviembre de 1631-Palacio de Whitehall, 24 de diciembre de 1660), casada con Guillermo II de Orange-Nassau, conde de Nassau, Estatúder de los Países Bajos.

- Jacobo (Palacio de St. James, 14 de octubre de 1633-Saint-Germain-en-Laye, Francia, 6 de septiembre de 1701), duque de York (1644) y de Albany (1660); sucede a su hermano como rey Jacobo II de Inglaterra y VII de Escocia.

- Isabel (Palacio de St. James, 29 de diciembre de 1635-Castillo de Carisbrooke, 8 de septiembre de 1650).

- Ana (Palacio de St. James, 17 de marzo de 1637-Palacio de Richmond, 5 de noviembre de 1640).

- Catalina (n. y m. Palacio de Whitehall, 29 de junio de 1639).

- Enrique (Oatlands, Surrey, 8 de julio de 1640-Palacio de Whitehall, 13 de septiembre de 1660), nombrado conde de Richmond (1644) y duque de Gloucester (1659).

- Enriqueta Ana (Bedford House, Exeter, 16 de junio de 1644-Palacio de Saint Cloud, París, 30 de junio de 1670), casada con Felipe I de Orleans, duque de Orleans, hermano del rey Luis XIV de Francia.

#### Política exterior: guerra contra España y Francia
La preocupación principal de Carlos durante el inicio de su reinado fue la política exterior. Federico V, Elector Palatino, marido de su hermana Isabel, había perdido sus tierras hereditarias en el Palatinado a manos del emperador Fernando II de Habsburgo, comenzando la llamada guerra de los Treinta Años, la cual originalmente era sólo una guerra para mantener la hegemonía de los Habsburgos católicos como reyes electos de Bohemia, aunque esto terminó convirtiéndose en una espiral sin control que acabaría en una guerra civil y confesional entre los protestantes y los católicos en Europa. Carlos se vio obligado a apoyar a su cuñado para que recuperara el Palatinado, emprendiendo una guerra con el rey Felipe IV de España, al cual esperaba poder forzar para que intercediera con el emperador en su favor.

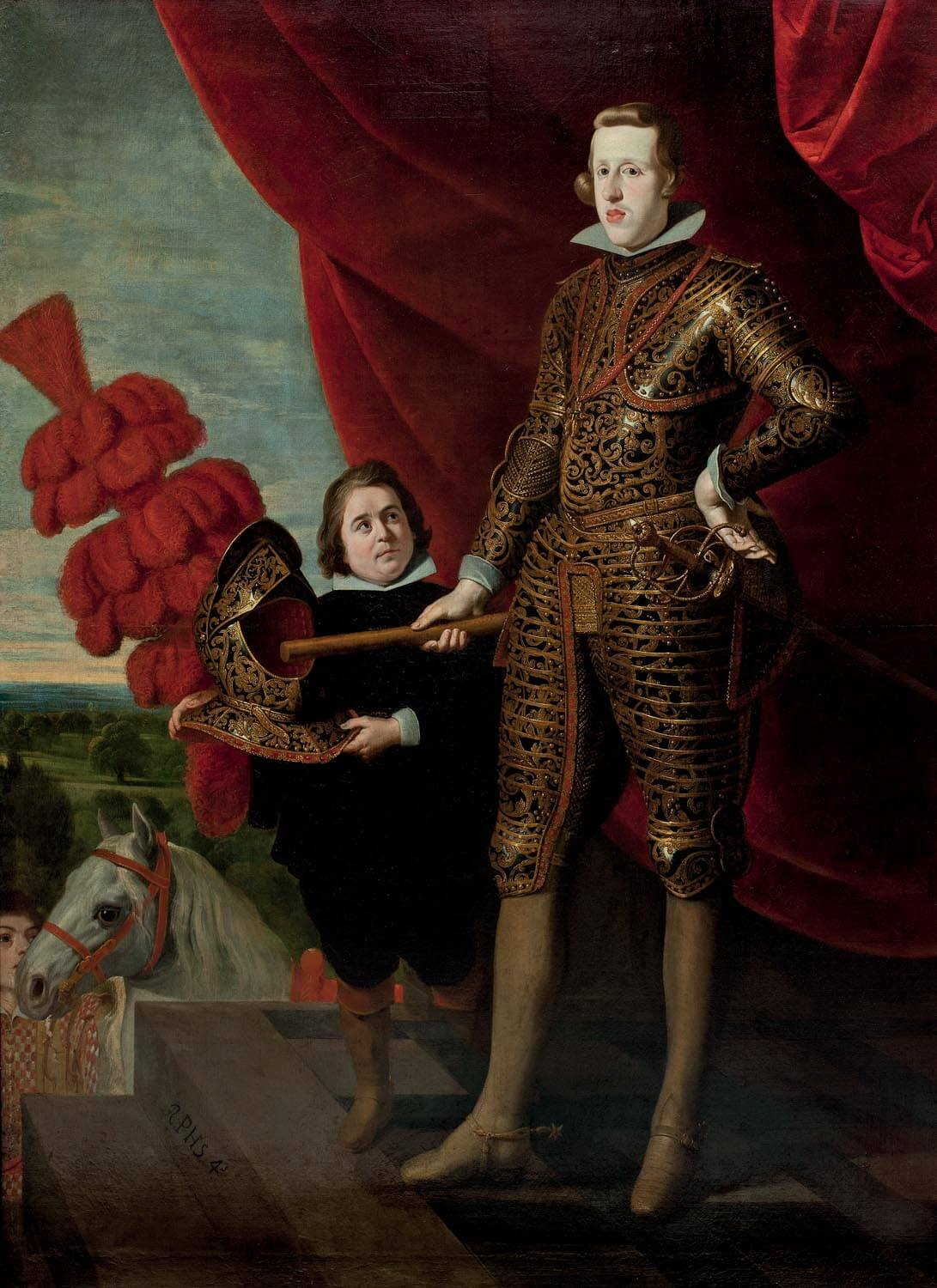
Carlos I inició su reinado en guerra contra la España de Felipe IV, retratado aquí por Gaspar de Crayer (c. 1630).

El Parlamento se mostraba a favor de un ataque naval barato contra los territorios españoles en el Nuevo Mundo, esperando que la captura de las flotas españolas que llevaban los tesoros americanos podría financiar la guerra. Carlos, sin embargo, prefirió una acción más agresiva (y más costosa) en el continente. El Parlamento votó solamente para conceder un subsidio de £140.000; una suma escasa para el rey. Por otra parte, la Cámara de los Comunes acordó permitir que el rey recaudara el tonelaje y el peso (dos variedades de derechos de aduanas), pero solamente por un período de un año, aunque a soberanos anteriores desde 1414 les habían sido concedidos estos derechos de por vida. De este modo, la Cámara de los Comunes esperaba tener una forma de menoscabar el poder del rey, forzándolo a buscar la renovación de la concesión cada año. 
Los aliados de Carlos en la Cámara de los Lores, dirigida por el duque de Buckingham, rechazaron aprobar el decreto. Aunque no se pudo obtener ninguna autoridad parlamentaria para la recaudación del tonelaje y del peso, Carlos continuó tomando los derechos aduaneros de todos modos.
El primer parlamento de Carlos fue disuelto en agosto de 1625. El rey había presionado para la guerra con España, pero el ataque naval contra Cádiz terminó en una estrepitosa derrota para Carlos, causándole el descrédito ante sus súbditos. De nuevo con necesidad de dinero, Carlos convocó su segundo Parlamento en febrero de 1626. Para mantener a sus enemigos fuera del Parlamento, Carlos los designó sheriffes; como oficiales de la Corona, quedaban inmediatamente descalificados para el servicio en la Cámara de los Comunes. Por lo que se refiere a la Cámara Alta, Carlos había rechazado conceder una escritura de emplazamiento -sin la cual nadie podía ser admitido en la Cámara de los Lores- a John Digby, I conde de Bristol. Asimismo, encarceló a Enrique Howard, XXV conde de Arundel, acusado de un delito menor. La Cámara de los Lores, ante las dificultades de estos dos condes, declaró que no había precedente para negar a un par su petición o para encarcelarlo por un mero delito menor. 
Las tentativas de Carlos de privar a miembros del Parlamento de sus oficinas y libertades sin el debido proceso conforme a la ley enfurecieron a muchos miembros de ese cuerpo, al igual que los sucesivos impuestos creados sin su consentimiento. Culparon al duque de Buckingham, mientras tanto, del desastre en Cádiz. La Cámara de los Comunes intentó acusarlo de alta traición, y amenazó con retrasar todos los votos en el asunto de los impuestos hasta que la Cámara de los Lores lo encontrara culpable. Las protestas de la Cámara de los Lores habían forzado a Carlos I a liberar a los condes de Bristol y Arundel, y con estos dos pares en el centro de la atención, parecía más que probable que se diera una mayoría parlamentaria contra el duque de Buckingham. En venganza y como una muestra de desafío contra el Parlamento, en junio de 1626, Carlos ordenó su disolución. 

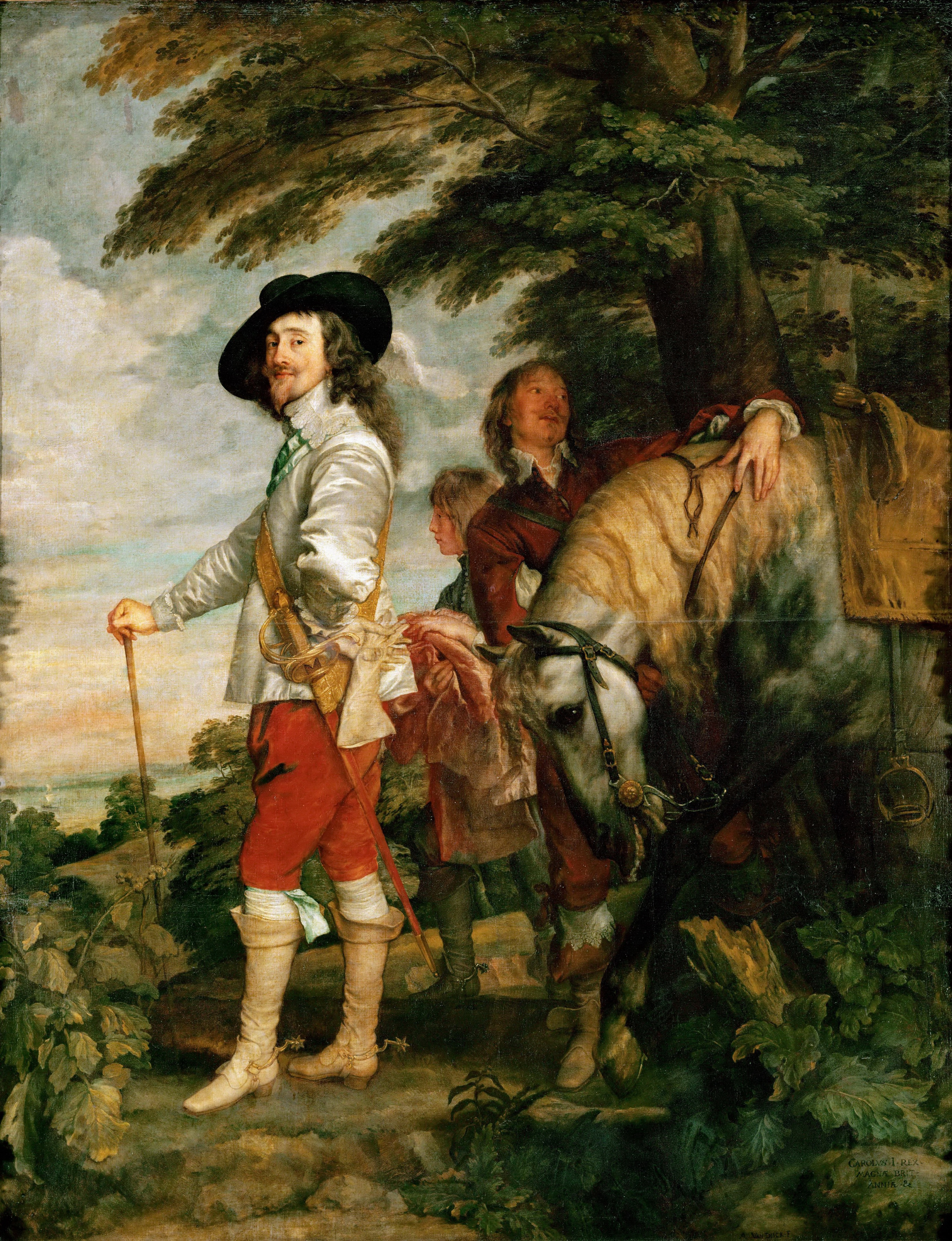
Carlos I de Inglaterra, retratado por Anthony van Dyck.

Al año siguiente, el duque de Buckingham condujo una expedición para ayudar a los protestantes franceses (hugonotes) perseguidos por su rey en la localidad de La Rochelle, pero fracasó estrepitosamente, aumentando su impopularidad. Por otra parte, Inglaterra comienza una guerra contra Francia, mientras que todavía continuaba su guerra anterior contra España. Las arcas del tesoro, mientras tanto, continuaban disminuyendo. Para reducir gastos militares, Carlos ordenó a varios ingleses recibir y alimentar, a sus propias expensas, a los soldados. Él también exigió que sus súbditos le concedieran "préstamos", que no tenía ninguna intención de pagar después. Las ordenanzas de Carlos fueron declaradas ilegales en las cortes en 1627; en respuesta, el rey depuso de su cargo y encarceló al Lord Jefe de Justicia, sir Ranulph Crewe, y designó a sir Nicolás Hyde en su lugar. Este animó al clero anglicano, que estaba en su nómina de pago, a que en sus sermones apoyara los préstamos y aconsejara la obediencia a todos los decretos reales. Cuando George Abbot, arzobispo de Canterbury, rehusó sancionar oficialmente un sermón pro-real, fue privado de sus poderes, aunque no fue depuesto formalmente de su cargo. Las funciones del arzobispo fueron transferidas a una comisión de obispos, encabezada por William Laud, el obispo de Bath y de Wells (luego obispo de Londres). 
Todo aquel que rechazara apoyar al Tesoro con los préstamos era encarcelado sin titubear por el rey, de acuerdo a sus prerrogativas reales, ordenanzas totalmente en desacuerdo con las cortes de leyes comunes y descalificadas por la mayoría de los juristas de ese tiempo, aunque no estuvieron explícitamente -pero si de hecho- bajo el cargo de crimen. El caso más notorio fue el conocido como el caso de los "Cinco caballeros" o "caso de la cizaña", en donde el nuevo Lord Jefe de Justicia, sir Nicolás Hyde, sostuvo que estaba permitido que el rey pidiera la detención de individuos sin ningún tipo de acusación y sin ofrecerles la posibilidad de fijar una fianza. 
Las guerras de Carlos contra Francia habían estado menoscabando considerablemente sus arcas. Encontrándose en la necesidad acuciante de fondos para continuar la guerra, Carlos convocó al tercer Parlamento de su reinado en marzo de 1628. Inmediatamente, en vez de tratar los problemas financieros de Carlos, la Cámara de los Comunes procedió a considerar el abuso de poder del rey durante los años precedentes. Aprobó la Petición de Derechos, en la cual intentó que se pagaran los préstamos forzados, acabar con las detenciones arbitrarias, el encarcelamiento sin proceso, y la creación de impuestos sin consentimiento parlamentario. Aunque se oponía inicialmente a la petición, Carlos le concedió su asentimiento en junio, después de asegurarse de que sus jueces no lo interpretarían en un sentido contrario a sus deseos. Finalmente, el Parlamento acordó conceder a Carlos los subsidios que deseaba, y poco después el monarca ordenó un receso temporal en sus funciones. 
El duque de Buckingham, entretanto, planeó otro ataque contra La Rochelle, en Francia, pero un oficial naval, John Felton, lo asesinó el 23 de agosto. Carlos y sus cortesanos intentaron que Felton fuese torturado en la rueda antes de ser ejecutado, pero esto fue descartado unánimemente por los jueces. En su lugar, Felton fue colgado por el delito.

#### Once años de tiranía: absolutismo en el trono inglés

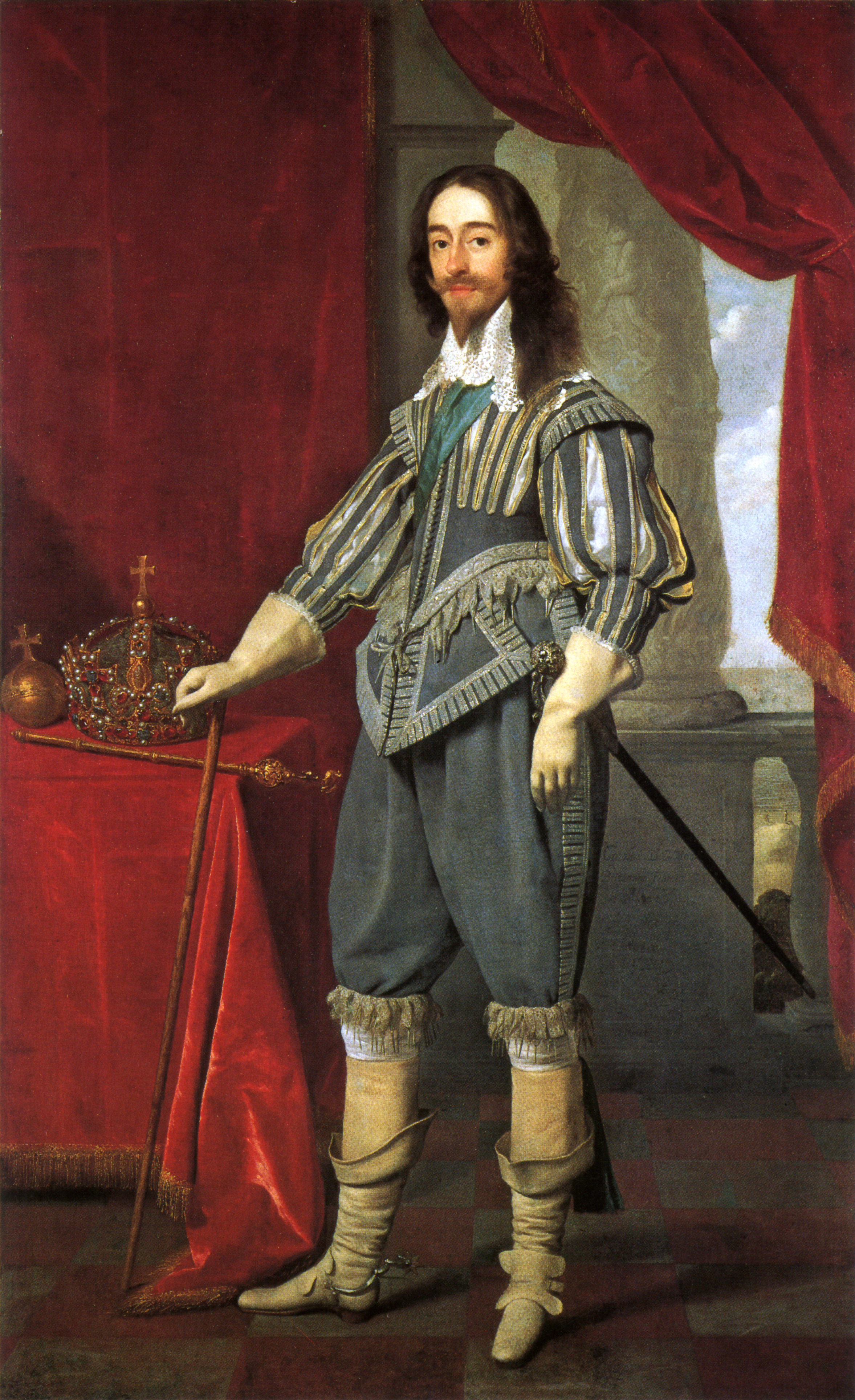
Carlos I a comienzos del período absolutista de su reinado, conocido como los Once años de Tiranía, obra de Daniël Mijtens.

En enero de 1629, Carlos abrió la segunda sesión del Parlamento que había ordenado temporalmente clausurar en junio de 1628. Esperaba que, tras el asesinato del duque de Buckingham, el Parlamento finalmente cooperara con él y le concediera otros subsidios. En vez de eso, los miembros de la Cámara de los Comunes comenzaron a expresar su oposición al impuesto del tonelaje y del peso sin consentimiento parlamentario. Aunque Carlos solicitó un aplazamiento parlamentario en marzo, los miembros lo ignoraron y leyeron tres resoluciones contrarias al rey. La última de estas resoluciones declaró que cualquier persona que pagara el tonelaje o el peso no autorizado por el Parlamento "sería declarado un traidor de las libertades de Inglaterra, y enemigo de las mismas". Aunque la resolución no fue aprobada formalmente, muchos miembros declararon su aprobación. Más tarde, cuando los Comunes aprobaron otras medidas desagradables para el rey, Carlos ordenó la disolución del Parlamento. Las controversias con el Parlamento inglés se recrudecían para el rey.
Carlos resolvió no ser forzado a confiar en el Parlamento para la ayuda monetaria adicional. Inmediatamente, firmó sendas paces con Francia (Tratado de Suza) y España (Tratado de Madrid). Los once años siguientes, durante los cuales Carlos gobernó sin un Parlamento, son conocidos como los Once años de Tiranía o Ley personal. Los historiadores que desean ser imparciales se refieren simplemente a este período como su gobierno personal. La tentativa de Carlos de gobernar sin el Parlamento no era ilegal bajo precedentes en aquella época: constituyó un ejercicio válido de la prerrogativa real, aunque debe ser observado que lo que se consideraba legal en épocas anteriores puede también ser tiránico ante los ojos contemporáneos. Tal era el caso de la tiranía de Carlos: sin embargo en épocas anteriores su gobierno de hecho sería considerado justo y con todo derecho por la mayoría de los ingleses a mediados del siglo XVII, y que fue considerado por la mayoría de sus súbditos como un ejercicio de poder absoluto en su calidad de soberano. De hecho, los colonialistas americanos repetirían los mismos cargos de tiranía (impuestos sin la representación; privación del derecho de ley común; uso de varias torturas, etc.) contra la Corona británica un siglo más tarde en la Revolución americana.
Entretanto, Carlos I todavía tuvo que adquirir fondos para mantener sus arcas y solucionar el déficit monetario. Recurrió entonces a un olvidado estatuto feudal decretado en 1278, requiriendo a cualquier persona que ganara el 40% o más cada año al presente desde la coronación del rey, para formar parte del ejército real como caballero. Carlos multó (con ello obtuvo los ansiados fondos) a todos los individuos que no pudieron ni cumplieron con el estatuto desde su coronación en 1626. Para mayor impopularidad, reintrodujo el impuesto feudal obsoleto conocido como Impuesto de los buques (en inglés shipmoney) aconsejado por su hábil político y ministro Thomas Wentworth, conde de Strafford. En una ordenanza publicada en 1634 pidió la recaudación del impuesto de buque en tiempos de paz, a pesar de que los estatutos de Eduardo I y de Eduardo III habían prohibido tal impuesto excepto durante las guerras. Esta primera ordenanza de 1634, sin embargo, no animó mucha oposición en argumentos legales, como la causó una segunda ordenanza en el año 1635. El impuesto de buque exigido en la tercera ordenanza de Carlos I, publicada en 1636, fue duramente debatida por la antigua prohibición de recoger el impuesto de buque durante tiempo de paz. Muchos de los jueces procuraron oponerse al pago, pero Carlos I, que tenía en sus manos sus arrendamientos, dependió de su "buen parecer" y declararon que el impuesto estaba dentro de la prerrogativa del rey. Este impuesto había sido aplicado durante las invasiones danesas y por él obligaba a los pueblos costeros a entregar barcos para defender el territorio. Carlos I decidió aplicar nuevamente el antiguo gravamen, pero esta vez extensivo a todo el territorio. Un noble llamado John Hampden, se negó a pagarlo, pero fue sometido a proceso y condenado a la confiscación de sus bienes (1637). El pueblo siguió atentamente el juicio y la sentencia final despertó nuevos odios contra la Corona, que violaba sin miramientos la Carta Magna y la Declaración de Derechos.

#### Política religiosa

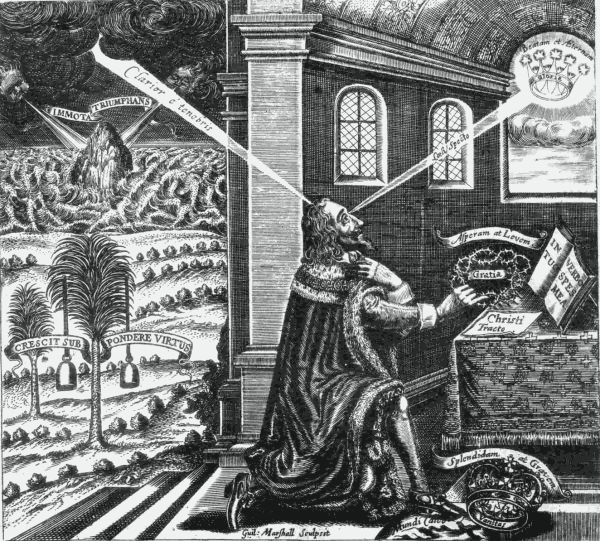
Alegoría satírica de Carlos I como mártir de la causa cristiana, publicado en 1649, año de su ejecución.

La desconfianza ante la política religiosa de Carlos se vio aumentada por la controversia que rodeaba al eclesiástico Richard Montagu. En un panfleto, Montagu discutió en contra de las enseñanzas de Juan Calvino, atrayéndose inmediatamente el desprestigio entre los puritanos. Un miembro puritano de la Cámara de los Comunes, John Pym, atacó el panfleto de Montagu durante una discusión en el Parlamento, lo que motivó que Montagu solicitara la ayuda de Carlos I en un folleto titulado "Appello Caesarem" ("Apelo al César", una referencia a la súplica contra la persecución judía hecha por el Apóstol San Pablo). Carlos I ofreció al clérigo su protección, provocando que muchos puritanos se volvieran hostiles hacia él.
Al mismo tiempo, la reforma religiosa fue conducida por William Laud, elevado al rango de arzobispo de Canterbury en 1633. Laud procuró asegurar uniformidad religiosa despidiendo al clero no conformista y clausurando organizaciones puritanas, de tal modo que estaba violando la libertad de conciencia del hombre libre y común. Para castigar a los que rechazaron conformarse con las normas religiosas establecidas por la iglesia de Inglaterra, utilizó las más temidas y arbitrarias cortes del reino, la Corte de la Comisión Suprema y la Corte de la Cámara estrellada. La primera podía obligar a individuos a que proveyeran testimonio contra uno mismo, mientras que en la segunda podía infligir cualquier castigo (incluyendo tortura), con la excepción única de la muerte. 
Es destacable que la anarquía de la Corte de la Silla de Estrella durante el gobierno personal de Carlos excedió ampliamente a cualesquiera de sus precursores. Bajo el reinado de Carlos, los demandados fueron llevados ante dicha corte sin una acusación, algo que iba contra el derecho procesal inglés y contra la ley en general, así como sin el derecho de enfrentarse a los testigos acusadores; y sus testimonios fueron extraídos rutinariamente por los miembros de dicho tribunal mediante largas sesiones de tortura. 
Los primeros años de la Tiranía de los Once Años fueron marcados por la paz (garantizada por lo que esencialmente era un estado de hecho o policial, que no de derecho) en Inglaterra. Muchos se opusieron a los varios impuestos de Carlos y la política religiosa de Laud, pero permanecieron bajo el control del régimen. Cuando, sin embargo, Carlos procuró imponer sus políticas religiosas en Escocia, tuvo que enfrentarse a numerosas dificultades. El rey pidió el uso de un libro nuevo de oraciones bajo el modelo del inglés Libro de Oración Común o Book of Common Prayer, que, aunque fue apoyado por los obispos escoceses, fue rechazado por muchos feligreses escoceses presbiterianos, porque vieron el libro nuevo como un vehículo para introducir el Anglicanismo en Escocia. Cuando la Asamblea General de la Iglesia de Escocia suprimió el gobierno episcopalista (es decir, gobierno de la iglesia por los obispos) en 1638, sustituyéndola por el gobierno presbiteriano (es decir, gobierno de los sacerdotes y de los diáconos), Carlos trató de desbaratar lo que vio como rebelión contra su autoridad. 
En 1639, cuando explotó la Primera Guerra de los Obispos, intentó recaudar impuestos de sus súbditos, pero ellos rechazaron dar más dinero. La guerra de Carlos terminó en una tregua humillante, en junio del mismo año. En la Paz de Berwick, Carlos acordó conceder a sus súbditos escoceses libertades civiles y eclesiásticas.

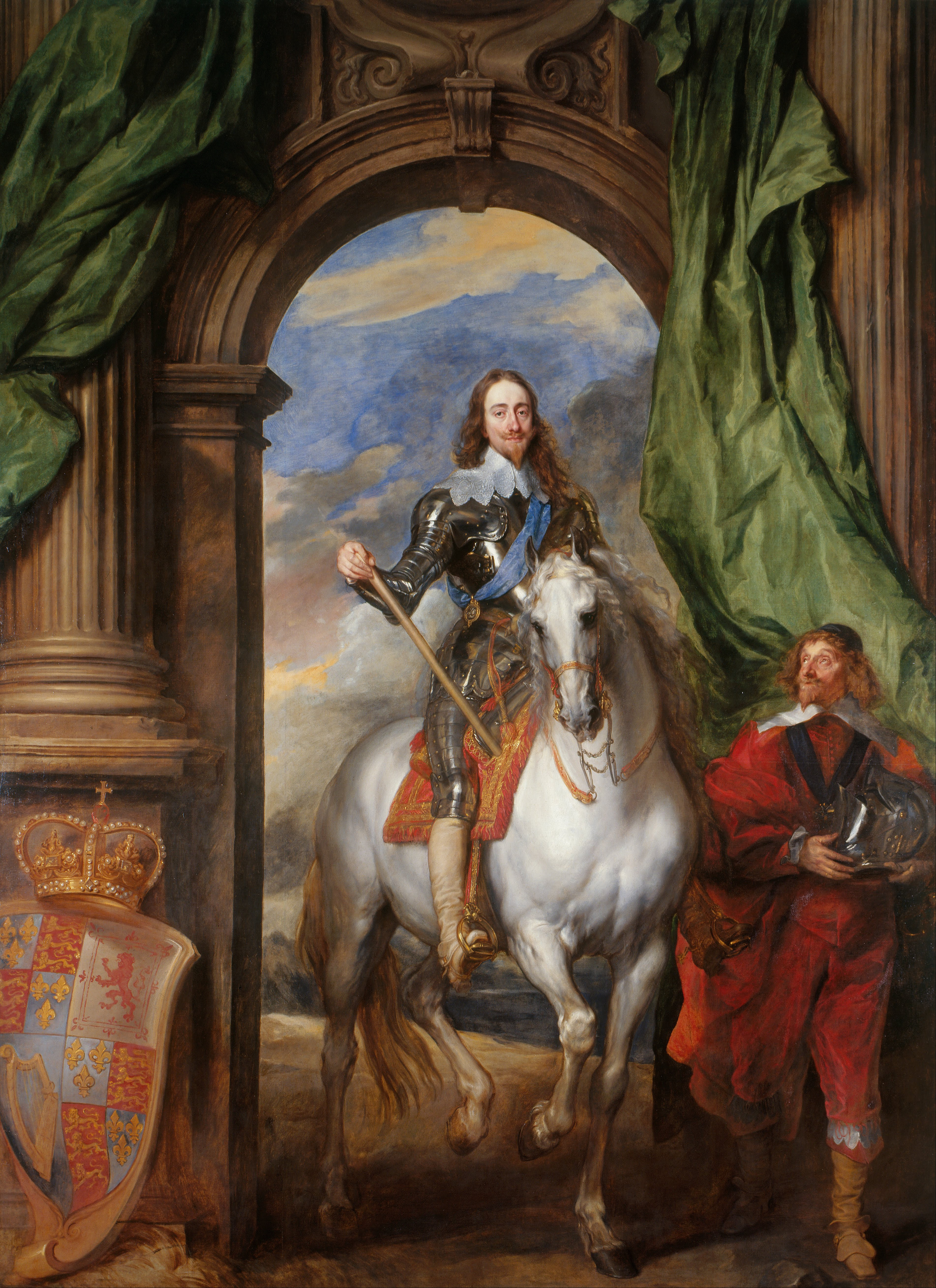
Retrato ecuestre de Carlos I con el señor de Saint Antoine, por Anthony van Dyck, representación del poder absoluto a que aspiraba el rey inglés.

#### El «Parlamento corto» y el «Parlamento largo»
Las disputas con respecto a la interpretación del tratado de la paz entre Carlos y la iglesia de Escocia condujeron nuevamente a otro conflicto. Para someter a los escoceses, Carlos necesitó más dinero; por lo tanto, tomó la peligrosa medida de reunir al Parlamento en abril de 1640. Aunque Carlos ofreció derogar el impuesto de buque, la Cámara de los Comunes se mostró inamovible. Exigió la discusión de varios abusos de poder durante su gobierno personal. Mientras que el Parlamento estaba tomando fuerza rápidamente, fue disuelto en mayo de 1640, menos de un mes después de que fuera convocado; así, este parlamento fue conocido como el "Parlamento corto".
Entretanto, Carlos intentó derrotar a los escoceses, pero falló estrepitosamente. El humillante tratado de Ripon, firmado después de la Segunda Guerra de los Obispos en octubre de 1640, requirió al rey pagar los costos del ejército escocés contra el que acababa de luchar. Carlos tomó la inusual medida de convocar el Magnum concilium, el antiguo consejo de todos los pares del reino, que eran considerados los consejeros hereditarios del rey. El Magnum concilium no había sido convocado en siglos, y no se había convocado durante el reinado de Carlos. En este consejo de los pares, Carlos convocó al Parlamento de nuevo, que, en contraste con la anterior vez, se denominó "Parlamento largo". 
El "Parlamento largo" se reunió en noviembre de 1640 bajo la dirección de John Pym, y se mostró tan difícil de negociar como el "Parlamento corto". El Parlamento emprendió medidas que amenazaron la posición política de Carlos. Los miembros conservadores de la Cámara de los Comunes defendían al rey, la Iglesia y el gobierno parlamentario contra determinadas innovaciones en la religión y la tiranía de los cortesanos de Carlos. Sin embargo, sus actitudes hicieron que Carlos viera a muchos de ellos como rebeldes peligrosos que intentaban minar el gobierno tradicional. Por ejemplo, Carlos no pudo oponerse a las demandas para la ejecución de su consejero Thomas Wentworth, conde de Strafford, (12 de mayo de 1641).
Para evitar que el rey lo volviera a disolver a su entera voluntad, el Parlamento aprobó el Acto Trienal, al que le fue concedido el asentimiento real en febrero de 1641. El Acto requería que el Parlamento debiera ser convocado por lo menos una vez cada tres años, y que cuando el rey no pudiera publicar el emplazamiento apropiado, los miembros podrían reunirse por sí mismos. En mayo, Carlos I consintió un Acto de mayor envergadura, que era la condición de que el Parlamento no podría ser disuelto sin su propio consentimiento. Carlos fue forzado a una concesión tras otra. Accedió en autorizar las ejecuciones de Thomas Wentworth y luego la de William Laud (10 de enero de 1645). Además, fue forzado a declarar que el dinero de buque y otros impuestos eran ilegales, y las odiadas Cortes de la Silla de Estrella y de la Alta Comisión fueron suprimidas. Aunque el rey hizo varias concesiones importantes, Carlos mejoró su propia posición militar asegurando el favor de los escoceses. Finalmente convino en el establecimiento oficial del presbiterianismo en Escocia; en contrapartida, podía alistar una considerable ayuda antiparlamentaria.

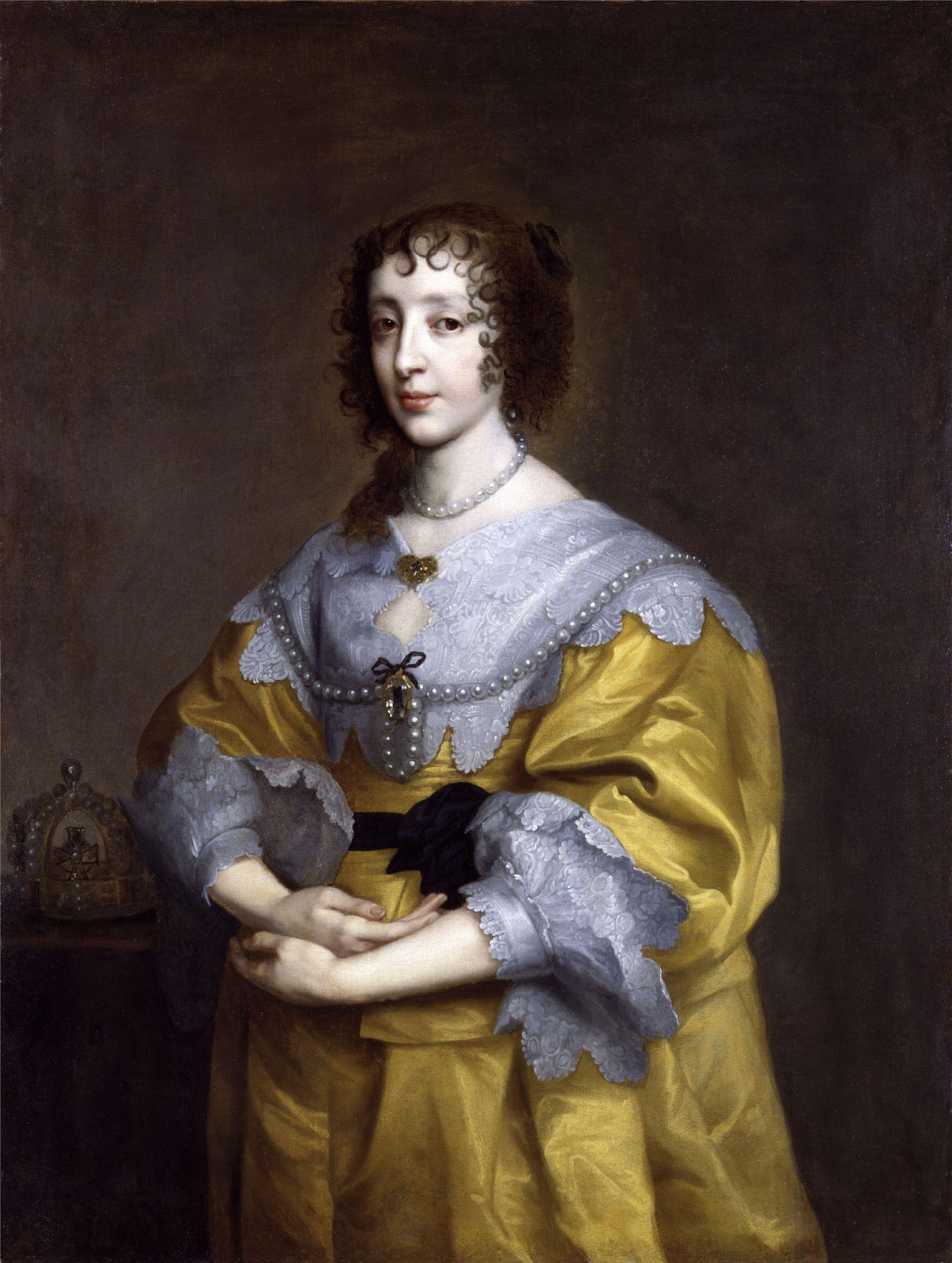
La reina Enriqueta María partió al extranjero en 1642 en busca de financiación para su marido cuando la oposición parlamentaria a Carlos I se recrudeció. No volvería nunca más a Inglaterra.

En noviembre de 1641, la Cámara de los Comunes aprobó el Grand Remonstrance, que era nada menos que una lista de denuncias contra todos los abusos de poder en los que Carlos había incurrido desde el principio de su reinado. La tensión se vio aumentada cuando los irlandeses se rebelaron contra el dominio inglés protestante y los rumores de la complicidad de Carlos llegaron al Parlamento. Se armó un ejército para aplastar la rebelión, pero muchos miembros de la Cámara de los Comunes temieron que Carlos pudiera utilizarlo más adelante contra el mismo Parlamento. La Cuenta de la Milicia fue pensada para poder controlar de esta forma el ejército del rey, pero Carlos rechazó dar su consentimiento pues consideraba que era una disminución de una parte importante de su prerrogativa real. 
La Cámara de los Comunes entonces amenazó con acusar a la reina de católica, Enriqueta María de Francia, lo que finalmente obligó al rey a tomar una acción desesperada. Su esposa lo persuadió para que arrestara a cinco miembros de la Cámara de los Comunes que eran los líderes de la facción de anti-Estuardo bajo el cargo de alta traición, pero, cuando el rey ya había tomado su decisión, ella incurrió en el error de informar a un amigo que a su vez alertó al Parlamento. Carlos entró en la Cámara de los Comunes con una fuerza armada el 4 de enero de 1642, pero encontró que sus opositores ya se habían escapado. Violando al Parlamento con una fuerza armada, Carlos creó una brecha permanente entre ambos poderes. Muchos en el Parlamento pensaron que las acciones de Carlos eran indignantes, pero otros tenían sentimientos similares sobre las acciones del mismísimo Parlamento. Varios miembros de la Cámara de los Comunes se fueron para unirse al partido realista, dejando a los opositores del rey con una mayoría. Ya no era seguro que Carlos permaneciera en Londres, y decide marchar al norte a levantar un ejército contra el Parlamento; la reina, entretanto, parte al extranjero a recaudar dinero para poder pagar al ejército. Los reyes no volverían a verse nunca más.

#### La Revolución inglesa
La Revolución inglesa todavía no había comenzado, pero ambos lados comenzaron a armarse. Después de vanas negociaciones, Carlos levantó el estandarte real (un gesto medieval anacrónico) en Nottingham el 22 de agosto de 1642. Entonces instaló su corte en Oxford, desde donde tenía el control sobre el norte y el oeste de Inglaterra, mientras que el Parlamento tenía el control de Londres y del sur y este del país. Carlos levantó al ejército usando el método arcaico de la Comisión del Arsenal. La guerra civil inglesa comenzó el 25 de octubre de 1642 con la batalla de Edgehill -que quedó inconclusa- y continuó indecisamente entre 1643 y 1644, hasta que la batalla de Naseby inclinó el equilibrio militar de manera decisiva en favor del Parlamento. Siguieron una gran cantidad de derrotas para los realistas, que terminaron con el sitio de Oxford, de donde Carlos logra escapar en abril de 1646. Entonces se entregó al ejército presbiteriano escocés en Newark, y fue llevado al cercano poblado de Southwell, mientras que sus "anfitriones" decidían qué hacer con él. Los presbiterianos finalmente llegaron a un acuerdo con el Parlamento y le entregaron a Carlos en 1647. Lo encarcelaron en Holdenby House en Northamptonshire, hasta que el corneta George Joyce lo llevó por la fuerza a Newmarket en nombre del Nuevo Ejército Modelo. En aquel momento, la suspicacia mutua se había desatado entre el Nuevo Ejército Modelo y el Parlamento, y Carlos estaba impaciente de explotarla a su favor.

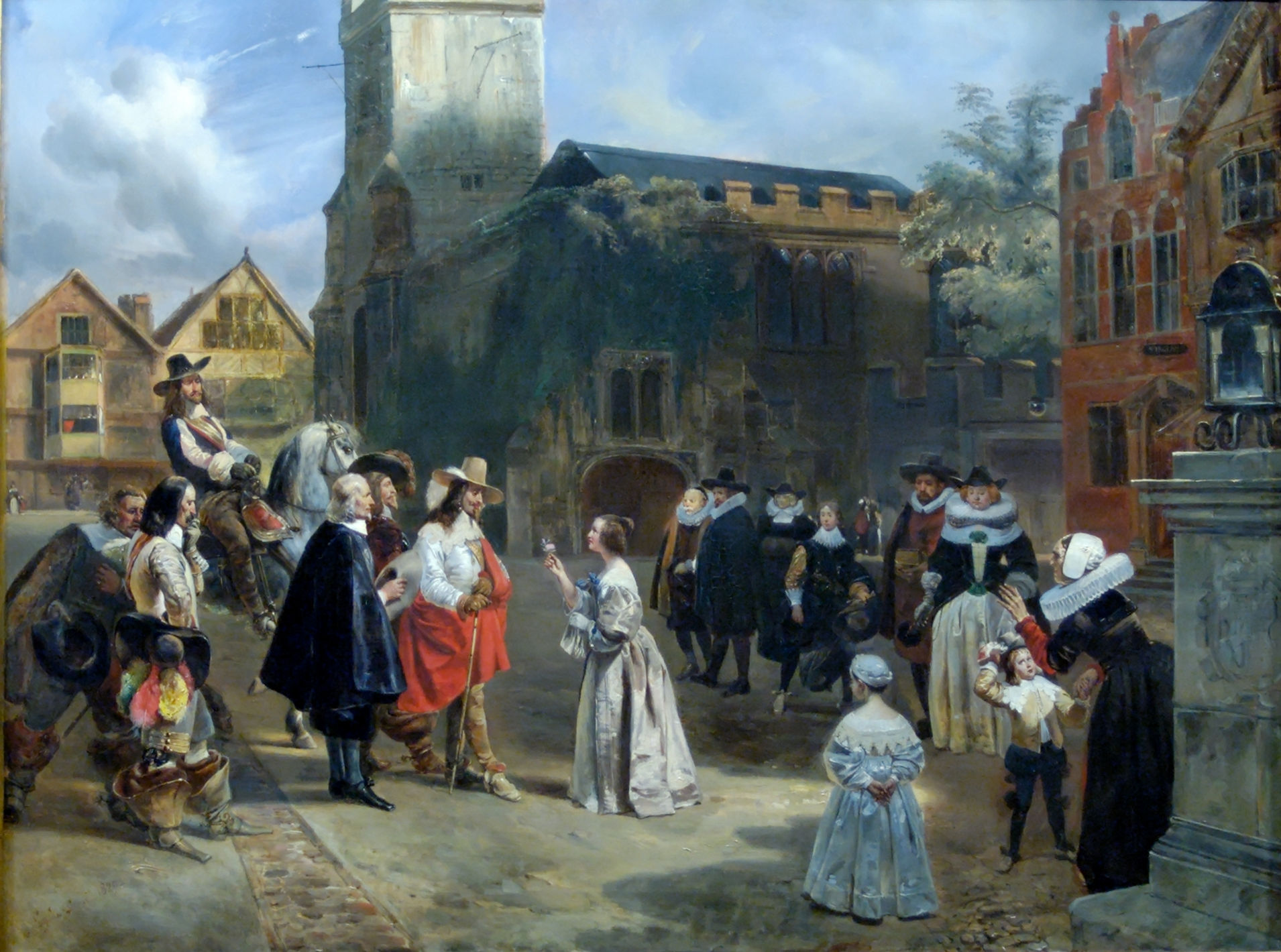
Pintura de Eugène Lami que plasma el traslado del rey al castillo de Carisbrooke, última morada antes de ser enjuiciado.

Carlos fue entonces trasladado a Oatlands y luego a Hampton Court, en donde se vio envuelto en nuevas negociaciones a título personal pero igualmente infructuosas. Le persuadieron de que sería mejor para él escapar -quizás al extranjero, a Francia donde se encontraba su mujer, o quizás bajo la custodia de Robert Hammond, gobernador parlamentario de la isla de Wight-. Carlos se decidió por la última opción, creyendo que Hammond era un realista, y huyó el 11 de noviembre. Hammond, sin embargo, traicionó al rey, y lo confinó en el castillo de Carisbrooke. 
Desde Carisbrooke, Carlos continuó intentando pactar con los diferentes partidos para evitar un fin trágico, y finalmente entró en negociaciones con los presbiterianos escoceses, aceptando el establecimiento del presbiterianismo tanto en Inglaterra como en Escocia por un período de prueba. Los realistas se levantan en armas en julio de 1648, y los escoceses invadieron el país, comenzando la llamada Segunda Guerra Civil. Derrotaron a los ejércitos escoceses, sin embargo, unos meses más tarde, y la derrota final para Carlos llega en la batalla de Preston (17-19 de agosto de 1648).

### Caída y ejecución de Carlos I
Carlos fue trasladado al castillo de Hurst a finales de 1648, y después al castillo de Windsor. En enero de 1649, la Cámara de los Comunes —sin el asentimiento del soberano o de la Cámara de los Lores— convocó un acto parlamentario que creaba una corte para el juicio de Carlos. El juicio del rey (bajo los cargos de alta traición y de «otros altos crímenes») comenzó el 2 de enero, pues Carlos había rechazado elevar una súplica, alegando que ninguna corte tenía jurisdicción sobre un monarca. Creía que su propia autoridad para gobernar le había sido dada por Dios cuando lo coronaron y fue ungido. La corte se proponía declarar que No hay hombre sobre la Ley. Durante una semana, pidieron tres veces a Carlos que solicitara la súplica, pero él lo rechazó en todas las ocasiones. 
Carlos fue decapitado el 30 de enero de 1649. Era práctica común que el verdugo levantara la cabeza del ajusticiado y la mostrara a la muchedumbre con las palabras «¡Miren la cabeza de un traidor!»; aunque la cabeza de Carlos fue exhibida, no se usaron estas palabras. En un gesto sin precedentes, uno de los líderes revolucionarios, Oliver Cromwell, permitió que la cabeza del rey fuera cosida a su cuerpo para que de esta forma su familia pudiera rendirle sus respetos. Enterraron a Carlos en privado la noche del 7 de febrero de 1649, en la cámara acorazada de Enrique VIII en la capilla de St. George, en el castillo de Windsor. El hijo del rey, el futuro Carlos II, planeó más adelante un mausoleo real, pero este nunca llegó a realizarse.
Una conocida anécdota de su decapitación cuenta que cuando fue llevado a ejecutar, por tradición se le concedió un último deseo, a lo que él pidió llevar dos camisas. Iba a ser decapitado una mañana de enero fría, lo que justificó su petición: «Es que allí fuera estarán todos mis enemigos y no quiero que me vean temblando ni siquiera de frío».

## Legado

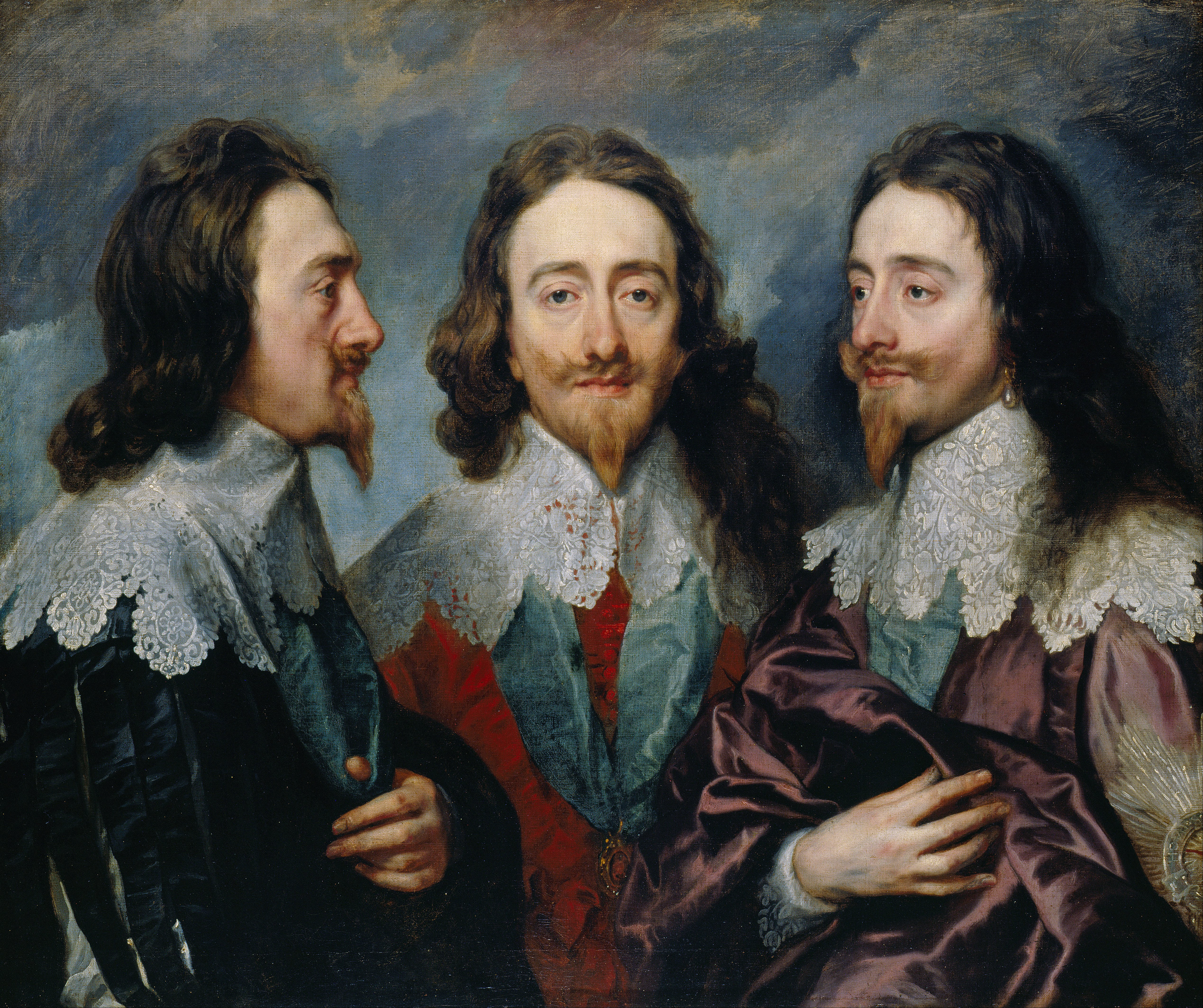
Triple retrato de Carlos I de Inglaterra por Anthony van Dyck (1635), un rey con diferentes aristas.

El reinado de Carlos I fue tumultuoso debido a la lucha de poderes que sostuvo con el Parlamento. Carlos era un abogado acérrimo del derecho divino de los reyes a gobernar. De buena presencia, impresionaba como un verdadero caballero. Hablaba con propiedad, gustaba de la música y de la pintura. Sin embargo, era pedante, desconfiado y muy mentiroso. Muchos en Inglaterra, por lo tanto, temieron que procurara obtener el poder absoluto. Hubo una amplia oposición a muchas de sus acciones, especialmente la creación de impuestos sin el consentimiento del Parlamento. Esta fue una de las muchas manifestaciones del descontento popular contra una monarquía absoluta que pretendió llevar Carlos I. 
En su política religiosa, Carlos creyó en una versión sacramental de la Iglesia de Inglaterra, llamada Iglesia alta, con una teología basada en el Arminianismo, una creencia compartida por su consejero político principal, el arzobispo de Canterbury, William Laud. Laud fue designado arzobispo por Carlos en 1633 y comenzó una serie de reformas en la Iglesia para hacerla más ceremonial, comenzando con el reemplazo de las tablas de madera de la comunión por los altares de piedra. Esto era abiertamente hostil a las tendencias reformistas de muchos de sus súbditos ingleses y escoceses. Su política era contraria a la teología calvinista, e insistió en que la liturgia de la Iglesia de Inglaterra fuera celebrada con todas las ceremonias y vestiduras nombradas por el llamado Libro de Oración Común. Muchos de sus súbditos pensaron que con estos cambios el Anglicanismo se acercaba demasiado al catolicismo. Sin embargo, Carlos I es la única persona que ha sido canonizada por la Iglesia de Inglaterra, desde la Restauración inglesa.
Los últimos años del reinado de Carlos I estuvieron marcados por la guerra civil inglesa; se vio enfrentado a las fuerzas del Parlamento (que se le opuso tenazmente en sus tentativas de aumentar su poder) y a los puritanos (quienes eran contrarios a su política religiosa). La guerra terminó con la derrota de Carlos, que fue enjuiciado, condenado y ejecutado posteriormente bajo el cargo de alta traición. La monarquía fue abolida, y se estableció la República. Con el tiempo, este régimen devino cada vez más dependiente del ejército y se convirtió en una dictadura militar, dirigida por Oliver Cromwell. Varios factores tanto políticos como socioeconómicos condujeron a su colapso final, una vez fallecido Cromwell. El hijo de Carlos, Carlos II, restauró la monarquía en 1660.

### Coleccionismo
En el ámbito de las artes, Carlos I ostenta un papel clave como uno de los mayores coleccionistas de pintura en Europa. En 1627 compró en bloque por una cifra irrisoria (con la mediación de un marchante radicado en Venecia) la mejor parte de la fabulosa pinacoteca de los Gonzaga, duques de Mantua, quienes sufrían problemas económicos; este lote incluyó los nueve célebres lienzos de Los triunfos del César de Andrea Mantegna (ahora en Hampton Court) así como obras capitales de Rafael, Andrea del Sarto, Correggio, Tiziano y un largo etcétera. Aunque la operación supuso un quebranto para el patrimonio artístico italiano, fue indirectamente positiva para las propias pinturas, pues se libraron del saqueo que sufrió la colección de los Gonzaga en 1630.
Carlos I enriqueció su colección con más incorporaciones: recibió como obsequio del ayuntamiento de Núremberg el famoso Autorretrato de Durero (Museo del Prado) y sumó los Cartones de Rafael, modelos para una mítica serie de tapices de la Capilla Sixtina. 
A la muerte del rey en 1649 sus bienes se dispersaron; algunos cuadros de gran valor pasaron a manos de acreedores de la casa real, quienes los malvendieron en muchos casos para conseguir dinero en metálico. Varias cortes europeas, como las de Madrid y París, mantuvieron a embajadores y emisarios en Londres al tanto de los bienes reales que iban saliendo al mercado y pugnaron entre sí para conseguir los mejores. Ello explica que el Museo del Prado posea actualmente varios de ellos. Quedaron fuera de la dispersión las citadas series pintadas de Mantegna y Rafael, que el nuevo régimen de Oliver Cromwell decidió retener y siguen perteneciendo a la Royal Collection.
Entre enero y abril de 2018, la Royal Academy of Arts de Londres reunió parte de la antigua colección del rey en una exposición (Carlos I: rey y coleccionista) calificada de irrepetible, con préstamos de museos como el Louvre de París, el Prado, el Mauritshuis de La Haya, entre otros.

## Carlos I en la cultura popular
La vida de Carlos I ha sido en numerosas ocasiones objeto de novelas y obras de teatro, así como de películas:
- La película de 1970 titulada Cromwell fue protagonizada por Richard Harris como Oliver Cromwell y Alec Guinness como el rey.
- En la novela El capitán Alatriste, de Arturo Pérez-Reverte, así como en la adaptación cinematográfica de la serie, Carlos I, interpretado por Javier Mejía en la película, aparece como Príncipe de Gales junto al duque de Buckingham en su visita secreta a Madrid en 1623.
- En la película de 2004 titulada Matar a un rey se puede ver un contexto más general de la época ya que no se centra tanto en la vida de Cromwell. En esta, Rupert Everett interpreta al rey y Tim Roth a Cromwell.
- En la obra de Alejandro Dumas, Veinte años después, continuación de Los Tres Mosqueteros, D'Artagnan y sus tres antiguos compañeros, Athos, Porthos y Aramis, tratan de impedir la ejecución de Carlos I.

## Ancestros
| \| \| \| \| \| \| \| \| \| \| \| \| \| \| \| \| \| \| \| \| 16. John Estuardo, III conde de Lennox \| \| \| \| \| \| \| \| \| \| \| \| \| \| \| \| \| \| \| \| \| \| \| \| \| \| \| \| \| \| \| \| \| \| \| \| \| \| \| \| \| \| \| \| \| \| \| \| \| \| \| \| \| \| 8. IV Conde de Lennox \| \| \| \| \| \| \| \| \| \| \| \| \| \| \| \| \| \| \| \| \| \| \| \| \| \| \| \| \| \| \| \| \| \| \| \| \| \| \| \| \| \| \| \| \| \| \| \| \| \| \| \| \| \| 17. Isabel Estuardo \| \| \| \| \| \| \| \| \| \| \| \| \| \| \| \| \| \| \| \| \| \| \| \| \| \| \| \| \| \| \| \| \| \| \| \| \| \| \| \| \| \| \| \| \| \| \| \| \| \| \| \| \| \| 4. Lord Darnley \| \| \| \| \| \| \| \| \| \| \| \| \| \| \| \| \| \| \| \| \| \| \| \| \| \| \| \| \| \| \| \| \| \| \| \| \| \| \| \| \| \| \| \| \| \| \| \| \| \| \| \| \| \| 18. Archibald Douglas, VI conde de Angus \| \| \| \| \| \| \| \| \| \| \| \| \| \| \| \| \| \| \| \| \| \| \| \| \| \| \| \| \| \| \| \| \| \| \| \| \| \| \| \| \| \| \| \| \| \| \| \| \| \| \| \| \| \| 9. Margarita Douglas \| \| \| \| \| \| \| \| \| \| \| \| \| \| \| \| \| \| \| \| \| \| \| \| \| \| \| \| \| \| \| \| \| \| \| \| \| \| \| \| \| \| \| \| \| \| \| \| \| \| \| \| \| \| 19. Margarita Tudor (=21) \| \| \| \| \| \| \| \| \| \| \| \| \| \| \| \| \| \| \| \| \| \| \| \| \| \| \| \| \| \| \| \| \| \| \| \| \| \| \| \| \| \| \| \| \| \| \| \| \| \| \| \| \| \| 2. Jacobo VI y I de Inglaterra y Escocia \| \| \| \| \| \| \| \| \| \| \| \| \| \| \| \| \| \| \| \| \| \| \| \| \| \| \| \| \| \| \| \| \| \| \| \| \| \| \| \| \| \| \| \| \| \| \| \| \| \| \| \| \| \| 20. Jacobo IV de Escocia \| \| \| \| \| \| \| \| \| \| \| \| \| \| \| \| \| \| \| \| \| \| \| \| \| \| \| \| \| \| \| \| \| \| \| \| \| \| \| \| \| \| \| \| \| \| \| \| \| \| \| \| \| \| 10. Jacobo V de Escocia \| \| \| \| \| \| \| \| \| \| \| \| \| \| \| \| \| \| \| \| \| \| \| \| \| \| \| \| \| \| \| \| \| \| \| \| \| \| \| \| \| \| \| \| \| \| \| \| \| \| \| \| \| \| 21. Margarita Tudor (= 19) \| \| \| \| \| \| \| \| \| \| \| \| \| \| \| \| \| \| \| \| \| \| \| \| \| \| \| \| \| \| \| \| \| \| \| \| \| \| \| \| \| \| \| \| \| \| \| \| \| \| \| \| \| \| 5. Reina María I de Escocia y Inglaterra \| \| \| \| \| \| \| \| \| \| \| \| \| \| \| \| \| \| \| \| \| \| \| \| \| \| \| \| \| \| \| \| \| \| \| \| \| \| \| \| \| \| \| \| \| \| \| \| \| \| \| \| \| \| 22. Claudio I de Guisa \| \| \| \| \| \| \| \| \| \| \| \| \| \| \| \| \| \| \| \| \| \| \| \| \| \| \| \| \| \| \| \| \| \| \| \| \| \| \| \| \| \| \| \| \| \| \| \| \| \| \| \| \| \| 11. María de Guisa \| \| \| \| \| \| \| \| \| \| \| \| \| \| \| \| \| \| \| \| \| \| \| \| \| \| \| \| \| \| \| \| \| \| \| \| \| \| \| \| \| \| \| \| \| \| \| \| \| \| \| \| \| \| 23. Antonieta de Borbón-Vendome \| \| \| \| \| \| \| \| \| \| \| \| \| \| \| \| \| \| \| \| \| \| \| \| \| \| \| \| \| \| \| \| \| \| \| \| \| \| \| \| \| \| \| \| \| \| \| \| \| \| \| \| \| \| 1. Carlos I de Inglaterra y Escocia \| \| \| \| \| \| \| \| \| \| \| \| \| \| \| \| \| \| \| \| \| \| \| \| \| \| \| \| \| \| \| \| \| \| \| \| \| \| \| \| \| \| \| \| \| \| \| \| \| \| \| \| \| \| 24. Federico I de Dinamarca (=30) \| \| \| \| \| \| \| \| \| \| \| \| \| \| \| \| \| \| \| \| \| \| \| \| \| \| \| \| \| \| \| \| \| \| \| \| \| \| \| \| \| \| \| \| \| \| \| \| \| \| \| \| \| \| 12. Cristián III de Dinamarca \| \| \| \| \| \| \| \| \| \| \| \| \| \| \| \| \| \| \| \| \| \| \| \| \| \| \| \| \| \| \| \| \| \| \| \| \| \| \| \| \| \| \| \| \| \| \| \| \| \| \| \| \| \| 25. Ana de Brandeburgo \| \| \| \| \| \| \| \| \| \| \| \| \| \| \| \| \| \| \| \| \| \| \| \| \| \| \| \| \| \| \| \| \| \| \| \| \| \| \| \| \| \| \| \| \| \| \| \| \| \| \| \| \| \| 6. Rey Federico II de Dinamarca \| \| \| \| \| \| \| \| \| \| \| \| \| \| \| \| \| \| \| \| \| \| \| \| \| \| \| \| \| \| \| \| \| \| \| \| \| \| \| \| \| \| \| \| \| \| \| \| \| \| \| \| \| \| 26. Magnus I de Sajonia-Lauenburgo \| \| \| \| \| \| \| \| \| \| \| \| \| \| \| \| \| \| \| \| \| \| \| \| \| \| \| \| \| \| \| \| \| \| \| \| \| \| \| \| \| \| \| \| \| \| \| \| \| \| \| \| \| \| 13. Dorotea de Sajonia-Lauemburgo \| \| \| \| \| \| \| \| \| \| \| \| \| \| \| \| \| \| \| \| \| \| \| \| \| \| \| \| \| \| \| \| \| \| \| \| \| \| \| \| \| \| \| \| \| \| \| \| \| \| \| \| \| \| 27. Catalina de Brunswick-Wolfenbüttel \| \| \| \| \| \| \| \| \| \| \| \| \| \| \| \| \| \| \| \| \| \| \| \| \| \| \| \| \| \| \| \| \| \| \| \| \| \| \| \| \| \| \| \| \| \| \| \| \| \| \| \| \| \| 3. Reina Ana de Dinamarca \| \| \| \| \| \| \| \| \| \| \| \| \| \| \| \| \| \| \| \| \| \| \| \| \| \| \| \| \| \| \| \| \| \| \| \| \| \| \| \| \| \| \| \| \| \| \| \| \| \| \| \| \| \| 28. Alberto VII de Mecklemburgo \| \| \| \| \| \| \| \| \| \| \| \| \| \| \| \| \| \| \| \| \| \| \| \| \| \| \| \| \| \| \| \| \| \| \| \| \| \| \| \| \| \| \| \| \| \| \| \| \| \| \| \| \| \| 14. Ulrico III de Mecklemburgo-Güstrow \| \| \| \| \| \| \| \| \| \| \| \| \| \| \| \| \| \| \| \| \| \| \| \| \| \| \| \| \| \| \| \| \| \| \| \| \| \| \| \| \| \| \| \| \| \| \| \| \| \| \| \| \| \| 29. Ana de Brandeburgo \| \| \| \| \| \| \| \| \| \| \| \| \| \| \| \| \| \| \| \| \| \| \| \| \| \| \| \| \| \| \| \| \| \| \| \| \| \| \| \| \| \| \| \| \| \| \| \| \| \| \| \| \| \| 7. Reina Sofía de Mecklemburgo-Güstrow \| \| \| \| \| \| \| \| \| \| \| \| \| \| \| \| \| \| \| \| \| \| \| \| \| \| \| \| \| \| \| \| \| \| \| \| \| \| \| \| \| \| \| \| \| \| \| \| \| \| \| \| \| \| 30. Federico I de Dinamarca (= 24) \| \| \| \| \| \| \| \| \| \| \| \| \| \| \| \| \| \| \| \| \| \| \| \| \| \| \| \| \| \| \| \| \| \| \| \| \| \| \| \| \| \| \| \| \| \| \| \| \| \| \| \| \| \| 15. Isabel de Dinamarca \| \| \| \| \| \| \| \| \| \| \| \| \| \| \| \| \| \| \| \| \| \| \| \| \| \| \| \| \| \| \| \| \| \| \| \| \| \| \| \| \| \| \| \| \| \| \| \| \| \| \| \| \| \| 31. Sofía de Pomerania \| \| \| \| \| \| \| \| \| \| \| \| \| \| \| \| \| \| \| \| \| \| \| \| \| \| \| \| \| \| \| \| \| \| \| \| \| \| \| \| \| \| \| \| \| \| \| \| \| \| \| \| |                                          |  |  |  |  |  |  |  |  |  |  |  |  |  |  |  |
| |                                          |  |  |  |  |  |  |  |  |  |  |  |  |  |  |  |
| | 16. John Estuardo, III conde de Lennox   |  |  |  |  |  |  |  |  |  |  |  |  |  |  |  |
| |                                          |  |  |  |  |  |  |  |  |  |  |  |  |  |  |  |
| |                                          |  |  |  |  |  |  |  |  |  |  |  |  |  |  |  |
| | 8. IV Conde de Lennox                    |  |  |  |  |  |  |  |  |  |  |  |  |  |  |  |
| |                                          |  |  |  |  |  |  |  |  |  |  |  |  |  |  |  |
| |                                          |  |  |  |  |  |  |  |  |  |  |  |  |  |  |  |
| | 17. Isabel Estuardo                      |  |  |  |  |  |  |  |  |  |  |  |  |  |  |  |
| |                                          |  |  |  |  |  |  |  |  |  |  |  |  |  |  |  |
| |                                          |  |  |  |  |  |  |  |  |  |  |  |  |  |  |  |
| | 4. Lord Darnley                          |  |  |  |  |  |  |  |  |  |  |  |  |  |  |  |
| |                                          |  |  |  |  |  |  |  |  |  |  |  |  |  |  |  |
| |                                          |  |  |  |  |  |  |  |  |  |  |  |  |  |  |  |
| | 18. Archibald Douglas, VI conde de Angus |  |  |  |  |  |  |  |  |  |  |  |  |  |  |  |
| |                                          |  |  |  |  |  |  |  |  |  |  |  |  |  |  |  |
| |                                          |  |  |  |  |  |  |  |  |  |  |  |  |  |  |  |
| | 9. Margarita Douglas                     |  |  |  |  |  |  |  |  |  |  |  |  |  |  |  |
| |                                          |  |  |  |  |  |  |  |  |  |  |  |  |  |  |  |
| |                                          |  |  |  |  |  |  |  |  |  |  |  |  |  |  |  |
| | 19. Margarita Tudor (=21)                |  |  |  |  |  |  |  |  |  |  |  |  |  |  |  |
| |                                          |  |  |  |  |  |  |  |  |  |  |  |  |  |  |  |
| |                                          |  |  |  |  |  |  |  |  |  |  |  |  |  |  |  |
| | 2. Jacobo VI y I de Inglaterra y Escocia |  |  |  |  |  |  |  |  |  |  |  |  |  |  |  |
| |                                          |  |  |  |  |  |  |  |  |  |  |  |  |  |  |  |
| |                                          |  |  |  |  |  |  |  |  |  |  |  |  |  |  |  |
| | 20. Jacobo IV de Escocia                 |  |  |  |  |  |  |  |  |  |  |  |  |  |  |  |
| |                                          |  |  |  |  |  |  |  |  |  |  |  |  |  |  |  |
| |                                          |  |  |  |  |  |  |  |  |  |  |  |  |  |  |  |
| | 10. Jacobo V de Escocia                  |  |  |  |  |  |  |  |  |  |  |  |  |  |  |  |
| |                                          |  |  |  |  |  |  |  |  |  |  |  |  |  |  |  |
| |                                          |  |  |  |  |  |  |  |  |  |  |  |  |  |  |  |
| | 21. Margarita Tudor (= 19)               |  |  |  |  |  |  |  |  |  |  |  |  |  |  |  |
| |                                          |  |  |  |  |  |  |  |  |  |  |  |  |  |  |  |
| |                                          |  |  |  |  |  |  |  |  |  |  |  |  |  |  |  |
| | 5. Reina María I de Escocia y Inglaterra |  |  |  |  |  |  |  |  |  |  |  |  |  |  |  |
| |                                          |  |  |  |  |  |  |  |  |  |  |  |  |  |  |  |
| |                                          |  |  |  |  |  |  |  |  |  |  |  |  |  |  |  |
| | 22. Claudio I de Guisa                   |  |  |  |  |  |  |  |  |  |  |  |  |  |  |  |
| |                                          |  |  |  |  |  |  |  |  |  |  |  |  |  |  |  |
| |                                          |  |  |  |  |  |  |  |  |  |  |  |  |  |  |  |
| | 11. María de Guisa                       |  |  |  |  |  |  |  |  |  |  |  |  |  |  |  |
| |                                          |  |  |  |  |  |  |  |  |  |  |  |  |  |  |  |
| |                                          |  |  |  |  |  |  |  |  |  |  |  |  |  |  |  |
| | 23. Antonieta de Borbón-Vendome          |  |  |  |  |  |  |  |  |  |  |  |  |  |  |  |
| |                                          |  |  |  |  |  |  |  |  |  |  |  |  |  |  |  |
| |                                          |  |  |  |  |  |  |  |  |  |  |  |  |  |  |  |
| | 1. Carlos I de Inglaterra y Escocia      |  |  |  |  |  |  |  |  |  |  |  |  |  |  |  |
| |                                          |  |  |  |  |  |  |  |  |  |  |  |  |  |  |  |
| |                                          |  |  |  |  |  |  |  |  |  |  |  |  |  |  |  |
| | 24. Federico I de Dinamarca (=30)        |  |  |  |  |  |  |  |  |  |  |  |  |  |  |  |
| |                                          |  |  |  |  |  |  |  |  |  |  |  |  |  |  |  |
| |                                          |  |  |  |  |  |  |  |  |  |  |  |  |  |  |  |
| | 12. Cristián III de Dinamarca            |  |  |  |  |  |  |  |  |  |  |  |  |  |  |  |
| |                                          |  |  |  |  |  |  |  |  |  |  |  |  |  |  |  |
| |                                          |  |  |  |  |  |  |  |  |  |  |  |  |  |  |  |
| | 25. Ana de Brandeburgo                   |  |  |  |  |  |  |  |  |  |  |  |  |  |  |  |
| |                                          |  |  |  |  |  |  |  |  |  |  |  |  |  |  |  |
| |                                          |  |  |  |  |  |  |  |  |  |  |  |  |  |  |  |
| | 6. Rey Federico II de Dinamarca          |  |  |  |  |  |  |  |  |  |  |  |  |  |  |  |
| |                                          |  |  |  |  |  |  |  |  |  |  |  |  |  |  |  |
| |                                          |  |  |  |  |  |  |  |  |  |  |  |  |  |  |  |
| | 26. Magnus I de Sajonia-Lauenburgo       |  |  |  |  |  |  |  |  |  |  |  |  |  |  |  |
| |                                          |  |  |  |  |  |  |  |  |  |  |  |  |  |  |  |
| |                                          |  |  |  |  |  |  |  |  |  |  |  |  |  |  |  |
| | 13. Dorotea de Sajonia-Lauemburgo        |  |  |  |  |  |  |  |  |  |  |  |  |  |  |  |
| |                                          |  |  |  |  |  |  |  |  |  |  |  |  |  |  |  |
| |                                          |  |  |  |  |  |  |  |  |  |  |  |  |  |  |  |
| | 27. Catalina de Brunswick-Wolfenbüttel   |  |  |  |  |  |  |  |  |  |  |  |  |  |  |  |
| |                                          |  |  |  |  |  |  |  |  |  |  |  |  |  |  |  |
| |                                          |  |  |  |  |  |  |  |  |  |  |  |  |  |  |  |
| | 3. Reina Ana de Dinamarca                |  |  |  |  |  |  |  |  |  |  |  |  |  |  |  |
| |                                          |  |  |  |  |  |  |  |  |  |  |  |  |  |  |  |
| |                                          |  |  |  |  |  |  |  |  |  |  |  |  |  |  |  |
| | 28. Alberto VII de Mecklemburgo          |  |  |  |  |  |  |  |  |  |  |  |  |  |  |  |
| |                                          |  |  |  |  |  |  |  |  |  |  |  |  |  |  |  |
| |                                          |  |  |  |  |  |  |  |  |  |  |  |  |  |  |  |
| | 14. Ulrico III de Mecklemburgo-Güstrow   |  |  |  |  |  |  |  |  |  |  |  |  |  |  |  |
| |                                          |  |  |  |  |  |  |  |  |  |  |  |  |  |  |  |
| |                                          |  |  |  |  |  |  |  |  |  |  |  |  |  |  |  |
| | 29. Ana de Brandeburgo                   |  |  |  |  |  |  |  |  |  |  |  |  |  |  |  |
| |                                          |  |  |  |  |  |  |  |  |  |  |  |  |  |  |  |
| |                                          |  |  |  |  |  |  |  |  |  |  |  |  |  |  |  |
| | 7. Reina Sofía de Mecklemburgo-Güstrow   |  |  |  |  |  |  |  |  |  |  |  |  |  |  |  |
| |                                          |  |  |  |  |  |  |  |  |  |  |  |  |  |  |  |
| |                                          |  |  |  |  |  |  |  |  |  |  |  |  |  |  |  |
| | 30. Federico I de Dinamarca (= 24)       |  |  |  |  |  |  |  |  |  |  |  |  |  |  |  |
| |                                          |  |  |  |  |  |  |  |  |  |  |  |  |  |  |  |
| |                                          |  |  |  |  |  |  |  |  |  |  |  |  |  |  |  |
| | 15. Isabel de Dinamarca                  |  |  |  |  |  |  |  |  |  |  |  |  |  |  |  |
| |                                          |  |  |  |  |  |  |  |  |  |  |  |  |  |  |  |
| |                                          |  |  |  |  |  |  |  |  |  |  |  |  |  |  |  |
| | 31. Sofía de Pomerania                   |  |  |  |  |  |  |  |  |  |  |  |  |  |  |  |
| |                                          |  |  |  |  |  |  |  |  |  |  |  |  |  |  |  |
| |                                          |  |  |  |  |  |  |  |  |  |  |  |  |  |  |  |

## Sucesión
| Títulos Reinantes                          |                                                 |                                                                 |
| Predecesor: Jacobo I y VI                  | Rey de Inglaterra e Irlanda 1625-1649           | Vacante Mancomunidad de Inglaterra Siguiente titular: Carlos II |
| Predecesor: Jacobo I y VI                  | Rey de Escocia 1625-1649                        | Sucesor: Carlos II                                              |
| Nobleza de Inglaterra y Escocia            |                                                 |                                                                 |
| Predecesor: Enrique Federico               | Duque de Cornualles Duque de Rothesay 1612-1625 | Vacante Siguiente titular: Carlos (futuro Carlos II)            |
| Vacante Anterior titular: Enrique Federico | Príncipe de Gales 1616-1625                     | Vacante Siguiente titular: Carlos (futuro Carlos II)            |